# ジェミニ型界面活性剤
ジェミニ型界面活性剤（ジェミニがたかいめんかっせいざい）とは、一疎水鎖一親水基の界面活性剤、いわゆるモノメリック型界面活性剤が、スペーサーと呼ばれる部分で複数個結合した界面活性剤である。
ジェミニ型界面活性剤は、その名の通り、通常はダイマーを指すが、トリマーやテトラマーでもジェミニと称する。
しかし、ダイマー以上のジェミニ型界面活性剤は、合成が困難であることから、研究は行われているものの、理学的側面に留まるのが現状である。そのため、以下では、ダイマーのジェミニ型界面活性剤であることを前提とする。
現在、ジェミニ型界面活性剤を用いた製品は既に発売されているが、一般に、合成が困難で価格が高いため、安価な大量合成法の開発が急がれる。
ジェミニ型界面活性剤は、前述したように、同じだけの界面活性能を得るために必要な量が少量で済むため、環境負荷の低減が期待されている。

## 特徴
ジェミニ型界面活性剤の特徴は、元となるモノマーである、モノメリック型界面活性剤溶液と、その半分の濃度のジェミニ型界面活性剤の表面張力を比べると、親水基、疎水基の数は等しいにもかかわらず、ジェミニ型界面活性剤の方が有意に低い値を示すことである。つまり、ジェミニ型界面活性剤の方が、高い界面活性能を持つということである。
また、ミセルの形成能が高い（臨界ミセル濃度が低い）、スペーサーの分だけ炭素数が多いにもかかわらずクラフト点が低い、などの性質を持つ。